# يوريس ماتيسين

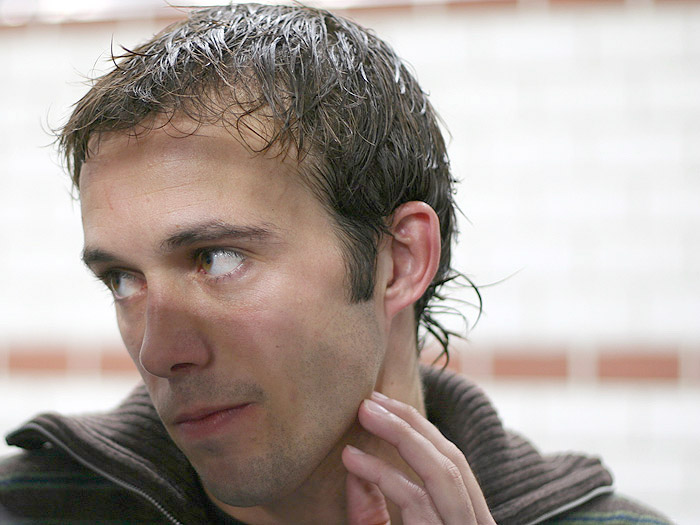
يوريس ماثينسن

يوريس ماثينسن (Joris Mathijsen) ، من مواليد 5 أبريل 1980 في غويرلي في هولندا ، لاعب كرة قدم هولندي.
يلعب مع نادي مالقا الأسباني منذ عام 2011.
بدأ باللعب مع منتخب هولندا لكرة القدم في عام 2004. وشارك في دورتي كأس العالم اللاحقتين.

## مسيرته الكروية
لعب يوريس ماتيسين خلال مسيرته الاحترافية مع 5 أندية في ثمانية عشر موسمًا وسجل خلالها 15 هدفًا ضمن 411 مباراة. ولم يفز بأي موسم بالكأس أو بالدوري.
خاض يوريس ماتيسين مسيرته مع نادي فيلم تو تيلبورغ في موسم 1998–99 ليلعب معه ستة مواسم، مشاركًا في 128 مباراة سجل خلالها 6 أهداف. ثم انتقل إلى نادي إي زد ألكمار في موسم 2004–05 واستمر معه طيلة ثلاثة مواسم، حيث شارك في 51 مباراة سجل خلالها هدفين. لينتقل بعدها إلى نادي هامبورغ في موسم 2006–07 ليلعب معه خمسة مواسم، مشاركًا في 148 مباراة سجل خلالها 6 أهداف. ثم انتقل إلى نادي مالقا في موسم 2011–12 لمدة موسم واحد، مشاركًا في 28 مباراة ولم يسجل أي هدف. هذا وانتقل لاحقًا إلى نادي فاينورد في موسم 2012–13 واستمر معه طيلة ثلاثة مواسم، مشاركًا في 56 مباراة سجل خلالها هدفًا واحدًا.

## روابط خارجية
- يوريس ماتيسين على موقع الاتحاد الدولي (مؤرشف)  (الإنجليزية)
- يوريس ماتيسين على موقع الاتحاد الأوربي (الإنجليزية)
- يوريس ماتيسين على موقع قاعدة بيانات كرة القدم.إي يو (الإنجليزية)
- يوريس ماتيسين على موقع بيانات كرة القدم. دي إي (الألمانية)
- يوريس ماتيسين على موقع ناشيونال فوتبول تيمز (الإنجليزية)
- يوريس ماتيسين على موقع Soccerbase.com (لاعب) (الإنجليزية)
- يوريس ماتيسين على موقع Soccerway.com (الإنجليزية)
- يوريس ماتيسين على موقع عالم كرة القدم.نت (الإنجليزية)
- يوريس ماتيسين على موقع كووورة
- يوريس ماتيسين على موقع AS.com (الإسبانية)